# آنا ميرفي
آنا ميرفي هي منتجة أسطوانات سويسرية، ولدت في 10 أغسطس 1989 في لوسرن في سويسرا.

## وصلات خارجية
- الموقع الرسمي
- آنا ميرفي على موقع IMDb (الإنجليزية)
- آنا ميرفي على موقع ميوزك برينز (الإنجليزية)
- آنا ميرفي على موقع أول ميوزيك (الإنجليزية)
- آنا ميرفي على موقع ديسكوغز (الإنجليزية)